# 나웅 (야구 선수)
나웅 (羅雄, 1967년 1월 11일 ~)은 전 KBO 리그 MBC 청룡, LG 트윈스의 내야수이다.

## 출신학교
- 선린상업고등학교
- 한양대학교